# Vincent Poirier
Vincent Poirier (ur. 27 października 1993 w Clamart) – francuski koszykarz, występujący na pozycji środkowego, reprezentant kraju, obecnie zawodnik Realu Madryt.
W 2016 reprezentował Orlando Magic, podczas letniej ligi NBA. Rok później wystąpił w barwach Brooklyn Nets.
19 listopada 2020 trafił w wyniku wymiany do Oklahoma City Thunder. Następnie 8 grudnia zmienił klub po raz kolejny, trafiając do Philadelphia 76ers.
25 marca 2021 został wytransferowany do New York Knicks. Trzy dni później został zwolniony. 12 kwietnia dołączył do Realu Madryt.

## Osiągnięcia
Stan na 9 sierpnia 2021, na podstawie, o ile nie zaznaczono inaczej.

### Drużynowe
- Wicemistrz Hiszpanii (2018)
- Zdobywca:
  - pucharu Francji (2013)
  - superpucharu Francji (2013)
- Finalista superpucharu Hiszpanii (2018)

### Indywidualne
- MVP:
  - kolejki:
    - Euroligi (12 – 2017/2018)
    - Ligi Endesa (5, 21 – 2018/2019)

  - 3 meczu play-off Euroligi (2018/2019)
- Zaliczony do II składu:
  - Euroligi (2019)
  - Ligi Endesa (2019)
- Uczestnik meczu gwiazd francuskiej ligi LNB Pro A (2017)
- Lider w zbiórkach Euroligi (8,3 – 2019)

### Reprezentacja
Seniorów
- Wicemistrz olimpijski (2020)[10]
- Brązowy medalista:
  - mistrzostw świata (2019)
  - europejskich kwalifikacji do mistrzostw świata (2017)
- Uczestnik mistrzostw Europy (2017 – 12. miejsce)

Młodzieżowe
- Uczestnik:
  - uniwersjady (2015 – 5. miejsce)
  - mistrzostw Europy U–20 (2013 – 9. miejsce)